# Lake Beautiful
Lake Beautiful är en sjö i Kanada.   Den ligger i provinsen British Columbia, i den sydvästra delen av landet, 3 700 km väster om huvudstaden Ottawa. Lake Beautiful ligger 1 137 meter över havet.
I omgivningarna runt Lake Beautiful växer i huvudsak barrskog. Runt Lake Beautiful är det glesbefolkat, med 14 invånare per kvadratkilometer.